# Gavin Crawford
Gavin Crawford (Kilmarnock, 24 gennaio 1869 – Londra, 2 marzo 1955) è stato un calciatore scozzese, di ruolo centrocampista.

## Carriera
Crawford iniziò a giocare per una formazione locale giovanile, dove vinse la Scottish Junior Cup, per poi andare allo Sheffield United. Rimase al Bramall Lane solo per metà stagione, e totalizzò otto partite complessive.
Dopo aver lasciato i Blades, Crawford si trasferì a Londra per unirsi al Woolwich Arsenal, divenendo il primo giocatore professionista della squadra.  Diventò subito titolare, e lo rimase anche quando il club raggiunse la Football League nel 1893; Crawford segnò nel debutto nella serie, in una partita contro il Walsall l'11 settembre 1893.
Crawford iniziò al Woolwich Arsenal come ala destra, per poi trasformarsi in centrocampista centrale. Nei primi quattro anni all'Arsenal fu spesso titolare, diventando capitano dopo la morte di Joe Powell nel 1896. Tuttavia, un infortunio rovinò la stagione 1897-1898 a Crawford, che perse il posto da titolare. Giocò in totale 138 gare con il Woolwich Arsenal, segnando 18 gol e disputando 83 amichevoli.
Crawford fu uno dei primi giocatori professionisti dell'Arsenal e fu anche uno degli ultimi a morire insieme Bill Julian e Jack McBean. I tre si riunirono poi in una partita dell'Arsenal contro il Chelsea il 20 marzo 1948 (in quel tempo l'Arsenal era una delle squadre leader del calcio inglese), un evento raccontato in The Official Illustrated History of Arsenal.
Dopo aver lasciato il Manor Ground Crawford si trasferì per un anno a Millwall nel 1898 e successivamente andò al Queens Park Rangers, dove costituì un quartetto di ex giocatori dell'Arsenal tra cui Adam Haywood, Alex McConnell e William White. Dopo il suo ritiro diventò addetto alla manutenzione e alla cura del campo del Charlton Athletic.